# Felix Kreichman
Felix Kreichman (în rusă Феликс Семёнович Крейчман, transliterat: Feliks Semionovici Kreiciman; n. 8 iunie 1949, Tiraspol, RSS Moldovenească, URSS) este un economist și politician din Transnistria. 

## Biografie
Kreichman s-a născut în Tiraspol în 1949. Tatăl său, Semion, a luptat în Armata Sovietică în al Doilea Război Mondial și era de origine evreiască. A absolvit în 1973 Colegiul Energetic din Moscova, iar, în 1979, Institutul de Planificare din Samara. Din 1967 a lucrat la uzina Electromaș din Tiraspol, unde l-a cunoscut pe viitorul președinte transnistrean Igor Smirnov. 
A jucat un rol cheie în proclamarea unilaterală a independenței Transnistriei față de Republica Moldova, iar apoi a fost deputat în parlamentul republicii nerecunoscute.
În 1998 a devenit doctor în economie, iar de atunci este profesor la Universitatea de Stat din Transnistria.

## Viață personală
Este căsătorit și are 2 fete. 